# ASS-300
ASS-300 — бесшумная снайперская самозарядная винтовка производства армянской компании «Aspar Arms», принятая на вооружение Вооружённых сил Республики Армения.

## История
Представленная в Армении на военных командно-штабных учениях «Ардзаганк 2013» в октябре 2013 года снайперская винтовка ASS-300 выполнена на основе конструкции автомата Калашникова, из-за чего ряд её агрегатов имеет легкоузнаваемый вид. Винтовка оснащается прикладом изменяемой длины, глушителем и несколькими планками Пикатинни. Оружие с газоотводной автоматикой имеет сравнительно короткий нарезной ствол — его длина равна 250 миллиметрам. В канале ствола имеются шесть нарезов с шагом 200 мм. При этом общая длина ASS 300 с раздвинутым на полную длину прикладом достигает 950—1000 мм. Причиной столь малой длины ствола стало требование, касающееся снижения шума при стрельбе. На стволе, сразу после переднего обреза цевья, крепится крупный глушитель. Боепитание винтовки осуществляется из коробчатых магазинов на 10 патронов. Как видно из имеющихся материалов, конструкция магазина винтовки ASS 300 представляет собой переработку магазинов АК последних поколений. Для повышения точности огня есть возможность использования двуногой сошки. Кроме того, дополнительный складной упор расположен на прикладе. Вес винтовки равен 4,3 килограмма, из-за чего сошка и упор могут быть полезными для снайпера. Вероятно, именно применение этих устройств позволило получить достаточно высокие показатели точности.

## Основные характеристики
- Масса: 4,3 кг.
- Длина: 950/1000 мм. (со сложенным прикладом)
- Калибр: 7,62×35 мм.
- Начальная скорость полёта пули: 320 м/с.
- Прицельная дальность: 600 м.
- Вид боепитания: коробчатый магазин на 10 патронов

## Страны-эксплуатанты
- Армения